# Széles Józsefné Rengecz Erzsébet
Széles Józsefné Renkecz Erzsébet (Decs, 1921 – Decs, 2006) szövőasszony.

## Élete
A sárközi szőttes hagyományainak egyik legkiválóbb ismerője és továbbfejlesztője. A sárközi szőttes mintakincsét igen magas szinten alkalmazta és újraalkotta a mindenkori lakás- és öltözködéskultúra igényeinek megfelelően. 1954-ben lett népi iparművész. Mint fiatal szövő az 5. Világifjúsági Találkozón, 1955-ben Varsóban, II. díjban részesült. Alkotásai mindig újszerűek, esztétikailag kiválóan megoldottak voltak. Különösen kiemelkedőek kettős szövetkompozíciói, melyek egyedülállóak a voltak népi szőtteskultúrában. 1984-ben a Népművészet Mestere.